# Molfetta
Molfetta – miejscowość i gmina we Włoszech, w regionie Apulia, w prowincji Bari.
Według danych na styczeń 2009 gminę zamieszkiwały 59 923 osoby przy gęstości zaludnienia 1027,5 os./km².
Urodził się tutaj włoski duchowny katolicki ks. kardynał Angelo Amato.
W miejscowości znajduje się stacja kolejowa Molfetta.

## Współpraca
- Görlitz, Niemcy
- Fremantle, Australia